# Bartók Béla vonósnégyeseinek listája
Bartók Béla összesen hat vonósnégyest írt, mindegyiket két hegedűre, mélyhegedűre és gordonkára.
- 1. vonósnégyes (Bartók) (1908)
- 2. vonósnégyes (Bartók) (1917)
- 3. vonósnégyes (Bartók) (1927)
- 4. vonósnégyes (Bartók) (1928)
- 5. vonósnégyes (Bartók) (1934)
- 6. vonósnégyes (Bartók) (1939)